# Sussuapara
Sussuapara è un comune del Brasile nello Stato del Piauí, parte della mesoregione del Sudeste Piauiense e della microregione di Picos.